# 普納 (玻利維亞)
19°47′42″S 65°30′22″W / 19.79500°S 65.50611°W

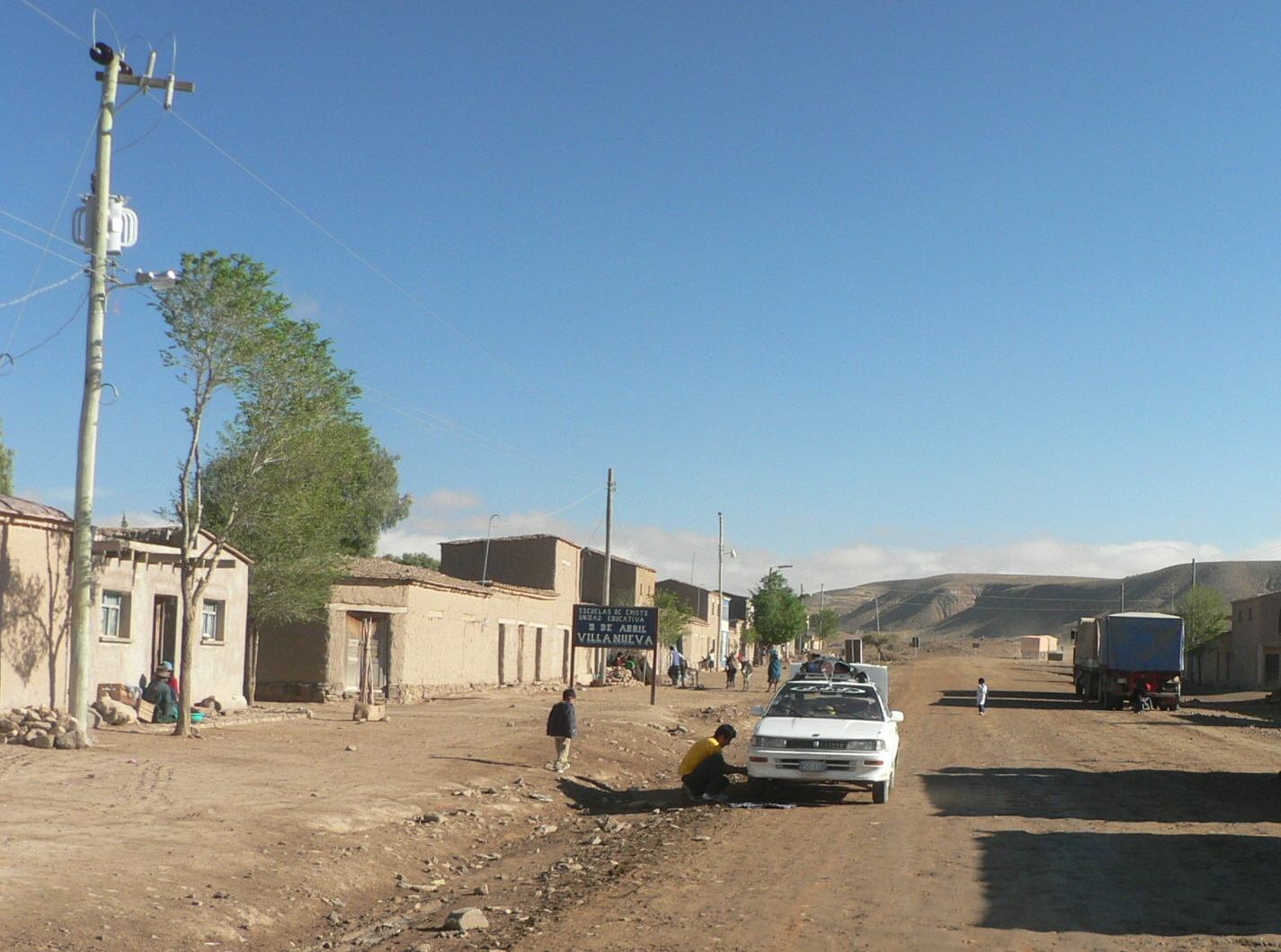
市镇南部一地

普納（西班牙語：Puna）是玻利維亞西南部的市鎮，隶属于波托西省利纳雷斯县，并为该县的县府所在地。處於波托西東南面64公里，海拔高度3,280米，每年平均降雨量500毫米。市镇面积为1,419.52平方公里，2012年人口数量为21,917人。